# Groupe Pictet
Le Groupe Pictet est un groupe bancaire spécialisé dans la gestion de fortune et d'actifs. Fondée à Genève en 1805, la Banque Pictet est devenue l'une des plus importantes banques de gestion de fortune de Suisse,, et compte parmi les principaux acteurs indépendants de la gestion d'actifs en Europe,,,.
Depuis sa création comme Banque De Candolle, Mallet & Cie, l'établissement a toujours été dirigé par des associés : œuvrant en moyenne 21 ans  au sein du collège, ces derniers n'ont été que 47 en plus de 200 ans. Elle prend son nom actuel dans les années 1920, et si la holding faîtière du Groupe revêt depuis 2014 la forme juridique d'une société en commandite par actions, son activité bancaire est assurée par des filiales ayant pris le statut de sociétés anonymes, lui faisant perdre de facto son statut suisse de banque privée. Ses sept associés, à la fois propriétaires et gérants, restent chargés de l'ensemble des activités, dont la croissance a été réalisée depuis le début sans procéder à des acquisitions ou fusions ni faire appel aux marchés.
Présent sur 31 places financières à travers le monde, le groupe possède des banques à Genève, Francfort, Nassau, Hong Kong et Singapour, et emploie près de 5 500 personnes, dont 900 spécialistes de l'investissement. Dotée d'un ratio de fonds propres largement supérieur aux exigences réglementaires suisses, Pictet ne propose pas de services de banque d'affaires et n'octroie pas de crédits commerciaux.
La banque a par ailleurs donné son nom au prix Pictet.

## Histoire

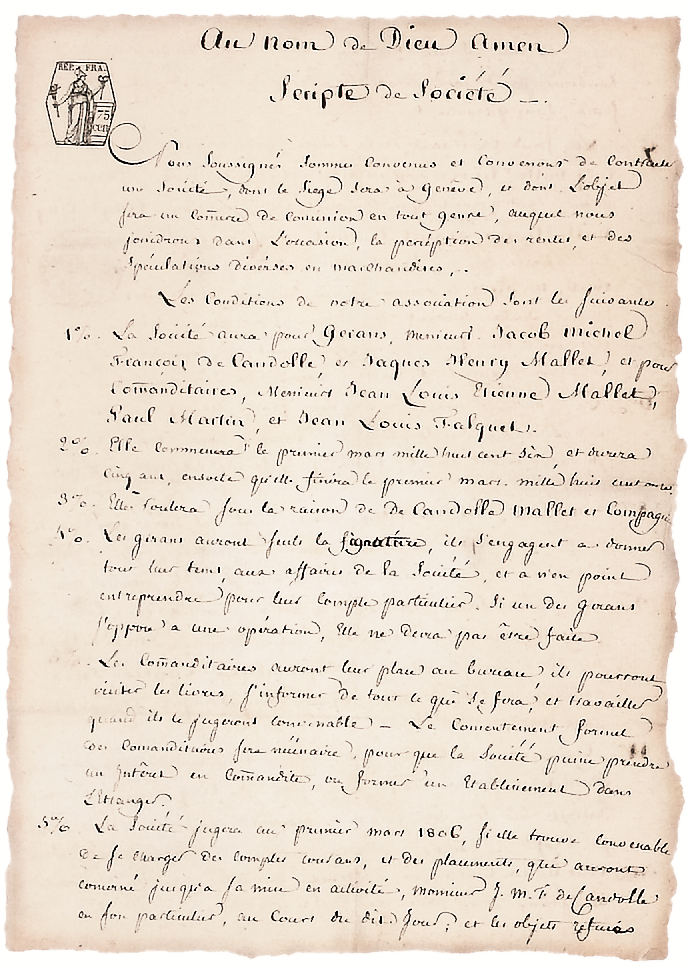
La scripte (écriture) de société de la Banque De Candolle Mallet & Cie (1805).

### Naissance de la banque De Candolle Mallet &Cieen 1805
L'histoire de Pictet commence alors que le contexte économique est influencé par la révolution française, qui prend fin avec le coup d'État du 18 Brumaire an VIII (9 novembre 1799) de Napoléon Bonaparte. Historiquement par ailleurs les banques privées suisses sont très présentes dans le financement des États étrangers dès le XVIe siècle avec à Genève des banquiers issus de familles patriciennes autrefois parfois spécialisées dans le négoce international ,,,,,, comme les  
« d'Aubert, Boissier, Fatio, Lullin, Mallet, Rigot, Rilliet, De la Rue, Sellon et Thellusson à Genève » . 
Jacob-Michel-François de Candolle et Jacques-Henry Mallet, deux jeunes banquiers de moins de trente ans signent avec trois commanditaires une «scripte de société» pour fonder une société de personnes le 23 juillet 1805 et fondent la Banque De Candolle, Mallet & Cie à Genève. La date officielle mentionnée sur les registres est le 5 thermidor an XIII». Il convient de ne pas confondre les banquiers privés et les banques privées. En Suisse, le terme « banquier privé » répond à une définition stricte mentionnée dans la Loi fédérale sur les banques : il s'agit des banques qui revêtent la forme juridique de la raison individuelle, de la société en nom collectif, en commandite ou en commandite par actions. Le statut particulier conféré aux banquiers privés se justifie par la présence dans leurs rangs d'un ou de plusieurs associés indéfiniment responsables des engagements de la banque. Ce statut est l'une de leurs caractéristiques essentielles.
La banque démarre ses activités comme la majeure partie des banques genevoises à cette époque dans le commerce de marchandises, avant de se tourner rapidement vers le conseil, afin d'assister ses clients dans leurs affaires et les conseiller dans la gestion de leur patrimoine.

### Banque De Candolle Turrettini &Cieen 1807
La banque change de raison sociale plusieurs fois au cours de son histoire car en tant que société de personne sa raison sociale doit comporter au moins un des noms de ses associés. Lorsque Jacques-Henry Mallet meurt, Jacob-Michel-François de Candolle choisit Charles Turrettini-Necker comme associé, et la banque prend le nom De Candolle Turrettini & Cie en 1807. La banque mène ses activités de prime abord dans le commerce de marchandises, mais se spécialise rapidement dans le conseil en placement et opération de change pour aider ses clients dans la gestion de leur patrimoine et de leurs affaires.
En 1815 le canton de Genève entre dans la Confédération suisse et Napoléon Bonaparte abdique le 22 juin 1815, et en France débute la période de la restauration. Débute alors une période de croissance économique relative pour le canton, soutenue en partie par le secteur de l'horlogerie. Cette période coïncide à Genève avec la révolution industrielle menée grâce aux innovations dans les transports ferroviaires et  la mécanisation dans l'industrie textile. Les banques privées genevoises se spécialisent dès cette époque dans les activités de services (avec une exception pour le secteur de l'horlogerie), alors que leurs homologues outre Sarine investissent dans le ferroviaire et le textile.
Dès les années 1830, l'établissement détient pour le compte de sa clientèle une gamme de titres assurant une diversification des risques,.

### Banque Turrettini, Pictet &Cieen 1841
Lorsque Jacob-Michel-François de Candolle décède, en 1841, c'est Edouard Pictet, le neveu de sa femme, qui lui succède. Le nom Pictet ne cessera dès lors de figurer dans la raison sociale de la banque, devenant en 1848 Edouard Pictet & Cie jusqu'en 1878.
Dans les années 1850, Genève est la première place financière du pays et la plus grande ville de Suisse avec 31 000 habitants. alors que Zurich en compte 17 000, Bâle 27 000 et Berne 28 000. La première bourse de valeur est créée à Genève en 1857.

### Ernest Pictet &Cieen 1878
À la mort en 1878 d'Edouard Pictet, son associé depuis 1855 Ernest Pictet devient directeur, changeant à nouveau la raison en Ernest Pictet & Cie. Le fils unique d'Edouard Pictet, Emile Pictet (1845-1909) reste dans une position subalterne.
Dans un contexte économique favorable, la Banque Pictet connaît des années de forte croissance à partir de 1890 et, en l'espace de 30 ans, voit ses effectifs passer de 12 à plus de 80 salariés,

### Banque Guillaume Pictet &Cieen 1909
Guillaume Pictet (1860-1926) le fils d'Ernest Pictet, est associé depuis 1889 et devient directeur en 1909 et la raison sociale change alors en Guillaume Pictet & Cie.
Il orchestre un développement important de la banque, en favorisant les placements à l'étranger, notamment aux États-Unis et en Amérique Latine. Ainsi trois emprunts fédéraux de 70 millions de dollars sont-ils négociés aux États-Unis entre 1915 et 1920.

### Banque  Pictet &Cieen 1926
Quand meurt Guillaume Pictet en 1926, son fils Aymon (1886-1928) prend sa succession à la tête de la banque. L'établissement prend définitivement la raison sociale de Pictet & Cie. En 1928, Aymon meurt à son tour à l'âge de 42 ans, et son cousin Albert Pictet prend la direction. Pictet a désormais une dimension internationale.
Après une période de relative stagnation marquée par la Dépression des années 1930 et la Deuxième Guerre mondiale, Pictet entame son expansion dans les années 1950, au moment où le monde occidental entre dans une longue phase de prospérité et de développement économique. Le banquier Albert Pictet toutefois est considéré comme une personnalité emblématique des relations franco-suisses pendant et après la deuxième guerre mondiale. À la fin des années 1960, la banque ajoute à ses activités la gestion institutionnelle, laquelle prend une ampleur croissante pour représenter actuellement près de la moitié des actifs sous gestion. C'est en 1974 que Pictet ouvre à Montréal son tout premier bureau à l'étranger. Au nombre de 70 en 1950, ses salariés sont 300 en 1980.
Se consacrant à la gestion patrimoniale depuis l'origine, la taille de ses activités lui vaut de se classer au troisième rang des gérants d'actifs de Suisse et de faire partie des plus importantes banques privées d'Europe. Pictet fête ses 200 ans d'activité en 2005, et intègre peu après les rangs des Hénokiens, association d'entreprises familiales et bicentenaires. En 2006, le Groupe inaugure son nouveau siège dans le quartier des Acacias en plein développement, toujours à Genève,.

## Organisation
Depuis sa création comme Banque De Candolle, Mallet & Cie, l'établissement a toujours été dirigé par des associés : œuvrant en moyenne 21 ans au sein du collège, ces derniers n'ont été que 45 en plus de 200 ans. Les règles de la société en commandite empêchent une transmission directe du pouvoir de père en fils, le statut d'associé commandité présentant en effet un caractère personnel. Cette transmission se fait dès lors d'une manière fractionnée, tous les cinq ou dix ans, censée permettre que trois générations soient représentées en permanence au sein du collège. La holding compte huit associés gérants au 1er septembre 2021.
En 2014, le groupe Pictet, qui revêtait jusqu'alors la forme d'une société en commandite simple, modifie sa structure juridique en constituant une société en commandite par actions, Pictet & Cie Group SCA, qui assure la direction du groupe, tandis que les filiales assurant l'activité bancaire deviennent des sociétés anonymes, la mise en conformité de ces dernières aux pratiques internationales leur faisant perdre leur statut de banque privée à responsabilité illimitée,. Ce changement est censé permettre aux associés gérants de la holding de tête de préserver les modalités de succession à la direction de celle-ci,.
Chaque associé se voit confier la responsabilité d'un domaine d'activité particulier ou de fonctions centrales comme les ressources humaines, le contrôle des risques ou les affaires juridiques. Des comités de petite taille supervisent les différentes activités du Groupe, de sorte qu'aucun associé n'assume seul la responsabilité d'une ligne de métier. L'associé senior, qui est l'associé le plus ancien au moment de sa désignation, dirige les départements liés aux domaines suivants : RH, audit, gestion des risques et compliance.

## Structure

### Gestion de fortune
Présent sur 22 places financières à travers le monde, Pictet Wealth Management offre des services de gestion de fortune à des particuliers très fortunés ainsi que des services de family office pour des familles à la tête d'un patrimoine très important,. Ses prestations comprennent la gestion d'actifs, le conseil en matière de stratégie d'investissement et d'allocation d'actifs, la conservation d'actifs, le suivi de portefeuilles, auxquels s'ajoutent des services d'exécution sur les marchés internationaux. L'hebdomadaire allemand Der Spiegel l'accuse en juillet 2012 de pratiquer une optimisation fiscale « agressive ».
Au 31 décembre 2024, Pictet Wealth Management gérait CHF 277 milliards d'actifs et comptait 1 227 salariés (équivalents plein temps), dont 361 gérants. Pictet Alternative Advisors SA, filiale du groupe Pictet spécialisée dans les hedge funds, les fonds de private equity et les fonds immobiliers, emploie pour sa part des gérants externes pour construire des portefeuilles d'investissements alternatifs. Pictet North America Advisors, une filiale d'offshore déclarée auprès de la  SEC américaine et ouverte en 2006, gérait pour sa part environ 4,2 milliards d'actifs en 2014.

### Gestion d’actifs institutionnels
Présent sur 18 sites à travers le monde, Pictet Asset Management se consacre à la gestion d'actifs pour des investisseurs institutionnels et des fonds de placement, parmi lesquels figurent d'importants établissements financiers, fonds de pension et fonds souverains. L'entité gère également les actifs d'investisseurs individuels par le biais d'un large éventail de mandats de gestion, de produits financiers et de services. Elle propose à ses clients des solutions de gestion active ou quantitative comprenant des portefeuilles d'actions et d'obligations, ainsi que des stratégies multiactifs et alternatives.
Au 31 décembre 2024, Pictet Asset Management gérait 261 milliards de francs d'actifs et comptait environ 1 119 salariés, dont 489 spécialistes de l'investissement.

### Asset Services
Disposant de dix centres opérationnels connectés à une plate-forme bancaire centralisée, Pictet Asset Services propose à des gérants d'actifs, à des fonds de pension et à des établissements bancaires un éventail de services comprenant des services de création, administration et gouvernance liés aux fonds de placement et destinés à des investisseurs privés ou institutionnels, ainsi qu'à des gérants indépendants. L'entité fournit également des services de banque dépositaire dans plus de 80 pays et, via Pictet Global Markets, des services d'exécution en temps réel pour les principales classes d'actifs.
Au 31 décembre 2024, Pictet Asset Services totalisait CHF 234 milliards d'actifs en dépôt et comptait un peu plus de 224 salariés.

## Caritatif

### Prix Pictet
En 2008, Pictet a donné son nom au premier prix international de photographie consacré au développement durable. Lors de chaque édition du prix Pictet, les concurrents soumettent, sur proposition de spécialistes des arts visuels, une série de photographies en lien avec un thème particulier, comme l'eau (1re édition) ou Storm (Tempête, 2024). Le lauréat est désigné par un jury indépendant conduit par Sir David King. Koffi Annan fut le président du Prix Pictet depuis sa création en 2008 jusqu'à son décès en 2018,.

### Fondation du groupe Pictet
La Fondation du groupe Pictet, en activité depuis 2020, a pris la suite de la Fondation de bienfaisance établie en 2009. Elle soutient des projets dont les effets sont mesurables et renforcent la résilience des populations et des écosystèmes, notamment dans les secteurs de l'eau et de la nutrition.

### Fondation Pictet pour le développement
En 2009, Ivan Pictet lance la Fondation Pictet pour le développement, dotée d'un capital de 25 millions de francs suisses, dans le but de favoriser des financements privés de projets de développement durable. Au sein d'un partenariat avec l'IHEID, la fondation vise à financer trois chaires professorales afin d'initier la recherche fondamentale et appliquée dans le cadre d'un centre de formation continue destiné aux cadres des secteurs privés et publics devant faire face à des choix stratégiques dans le domaine de la finance et du développement durable.

## Affaires

### Affaire Brian Callahan
De 2010 à 2012, Brian Callahan était un gérant indépendant externe utilisant les services de plusieurs banques dépositaires, dont ceux de Pictet & Cie SA. Callahan détourne les fonds de plusieurs de ses clients, auxquels il a fait signer des contrats de souscription à en-tête de Pictet Overseas, une filiale canadienne de la banque Pictet et Cie sur laquelle les fonds étaient initialement déposés, pour un montant avoisinant 100 millions de dollars, en les faisant transiter par des fonds offshore. L'enquête révèle que le gestionnaire de fonds était sous interdit d'exercer, et les membres de sa clientèle intentent alors une action contre Pictet, qui refuse d'endosser la responsabilité des actes de ce qu'elle considère comme un gestionnaire externe. Pictet Overseas refuse en 2013 une demande d'arbitrage auprès de la FINRA (Financial Industry Regulatory Authority), en faisant valoir que les clients lésés ne sont pas ses clients en l'absence de relation contractuelle, notamment de passation d'ordres, et les fonds ayant été déposés sur le compte de la banque suisse du groupe Pictet. L'un des clients se retourne alors contre les associés de la banque à titre personnel, et la Cour de Floride demande à Pictet de lui communiquer des documents sur ses relations avec Brian Callahan via la procédure d'entraide judiciaire internationale. L'ambassadeur de Suisse aux États-Unis intervient pour que la demande soit retirée, évoquant « une violation de la souveraineté » de la Suisse. En mai 2015, le tribunal civil de première instance de Genève refuse le principe de l'entraide judiciaire, jugeant que la demande n'est « pas assez précise ». La banque Pictet se défend de toute responsabilité dans l'affaire.

### Affaire Fahad al Rajaan
En 2020, le Ministère public de la Confédération lance une instruction concernant des faits de blanchiment d'argent aggravé et corruption d'agents publics étrangers par la banque Pictet entre 2003 et 2012 en lien avec Fahad Al Rajaan (en), ancien directeur de l’Institution publique de Sécurité sociale du Koweït (PIFSS). L'homme et son épouse sont accusés d'avoir touché des commissions secrètes qui s’éleveraient à 390 millions de dollars de la part de plusieurs banques et sociétés financières, dont Pictet, en échange d'investissements auprès de ces mêmes établissements. Fahad Al-Rajaan et son épouse ont été condamnés in absentia dans leur pays, en 2019, à une peine de prison à vie et à plus de 160 millions de dollars d'amende. Cette affaire s'inscrit dans le cadre d'un litige international, largement médiatisé, impliquant de nombreux autres groupes financiers. En coordination avec l'autorité suisse de surveillance des marchés financiers (FINMA), Pictet annonce avoir diligenté en 2014 et de sa propre initiative une analyse interne qui a été réglée la même année auprès de la FINMA.

## Évasion fiscale

### Différend fiscal entre les États-Unis et la Suisse
Dans le cadre du différend global opposant les États-Unis et les banques suisses, Pictet fait partie des 14 sociétés ayant fait l'objet d'enquêtes pénales pour soupçons d’assistance à l’évasion fiscale et déclare, en novembre 2012, faire l'objet d'une demande de renseignements de nature générale par le département de la Justice des États-Unis. Le 4 décembre 2023, Pictet a conclu avec le DOJ un accord de règlement définitif, qui met fin à une enquête de plusieurs années portant sur les services fournis par sa division de gestion privée à des clients contribuables américains entre 2008 et 2014. Dans le cadre d’un deferred prosecution agreement (accord de poursuite différée) d’une durée de trois ans, Pictet devra acquitter un montant total de USD 122,9 (CHF 106,8) millions, dont une amende de USD 38,9 (CHF 33,8) millions.

### Différend entre la France et la Suisse
En 2013, les locaux de la banque Pictet sont surveillés par l'administration française dans le cadre de la recherche des personnes françaises disposant de comptes bancaires en Suisse non déclarés à l'administration fiscale française. En 2015, dans le cadre de la lutte contre le blanchiment d'argent, la Finma adresse un courrier à plusieurs banques genevoises, dont le groupe Pictet, leur demandant de donner des informations sur les comptes détenus ainsi que leurs détenteurs. Ceci dans le cadre du futur droit bancaire entrant en vigueur en 2018 qui comprend l'échange de données entre la France et la Suisse,.

### Différend entre la Suisse et l'Allemagne
En 2012, le magazine Der Spiegel affirme que la banque utilise une faille juridique pour pratiquer une évasion fiscale afin de permettre aux contribuables allemands, par l'achat de Gold Bonds, de se soustraire au paiement de l'impôt,,,.